# Dorlisheim
Dorlisheim település Franciaországban, Bas-Rhin megyében. Lakosainak száma 2626 fő (2022. január 1.). Dorlisheim Rosheim, Altorf, Griesheim-près-Molsheim, Molsheim, Mutzig és Rosenwiller községekkel határos.

## Fekvése
Molsheim déli szomszédjában fekvő település.

## Története

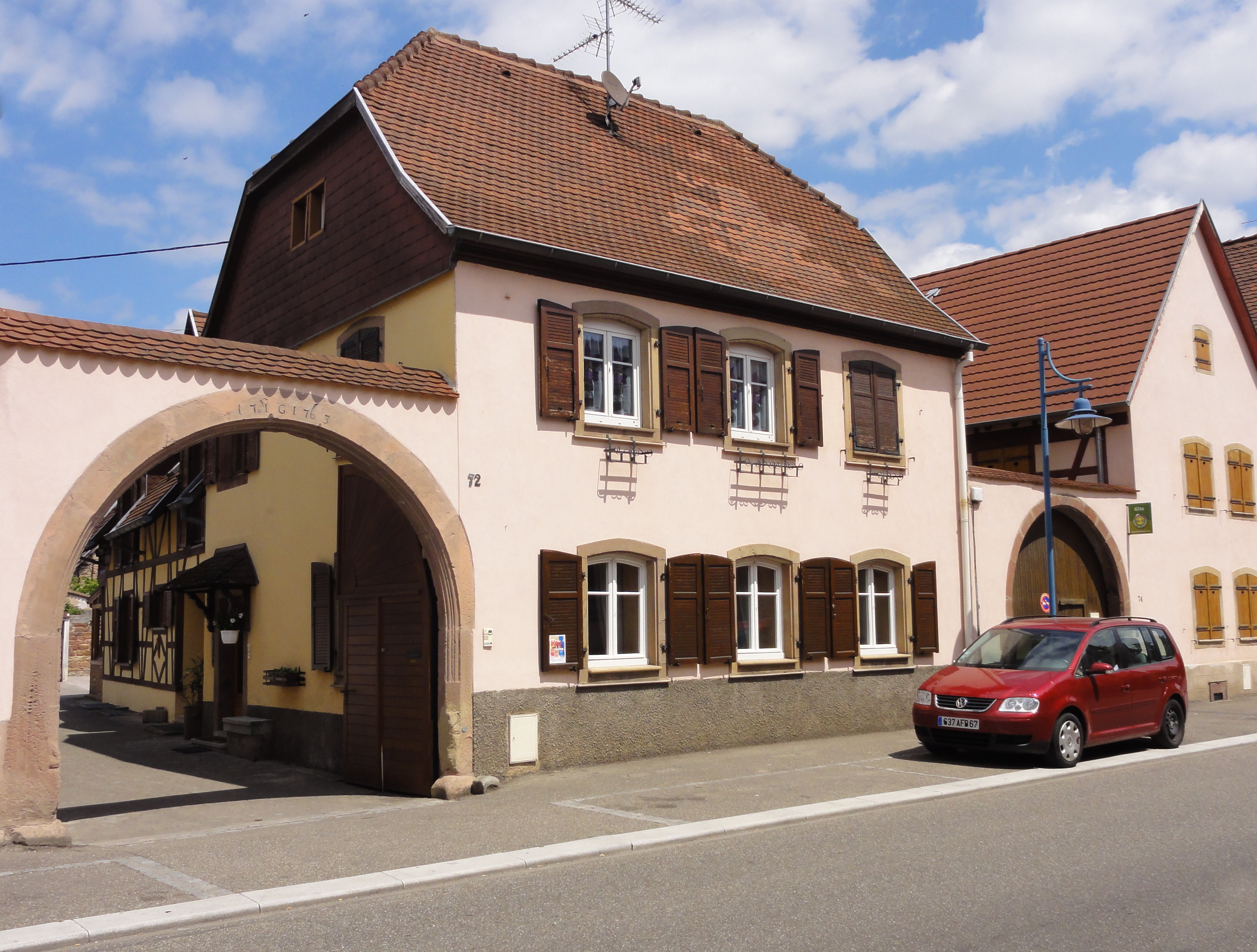

A település nevét 735-ben említették először Dorolshaim néven, mint a Murbachi Apátság ellenőrzése alatt álló helyet. Később 1054-ben említették ismét Dorlisheim néven, ekkor is a Murbachi Apátsághoz tartozott, majd ugyanez évben az apátság Hohenbourg ajánlása alapján IX. Leó pápa a Metzi egyházmegye püspökének adományozta. 1268-ban Strasbourgi püspökségé lett, aki elvesztette az egymást követő háborúk alatt. Ezután több család tulajdona is lett.
1648-ban Dorlisheimben nagy pestisjárvány pusztított, melyet csak 30 lakos ért túl.
A tizenkilencedik század közepén, Dorlisheim iparát egy malom, egy sörgyár, három malom (Ölmüller) és egy ecetgyár jelentette. A lakosság többsége mezőgazdaságból, különösen szőlőtermesztésből élt.
1909-ben a Dorlisheim északi határa közelébe eső Molsheimben a Bugatti család telepedett le a villa „ Hardtmühle” ben épült fel a Bugatti gyár. A család tagjainak itt a faluban van a nyugvóhelye. Itt alussza örök álmát Carlo Bugatti, felesége Teresa és gyermekeik Deanice, Rembrandt és Ettore, az utóbbinak felesége és gyermekei Lebe és John is itt nyugszanak.

## Galéria

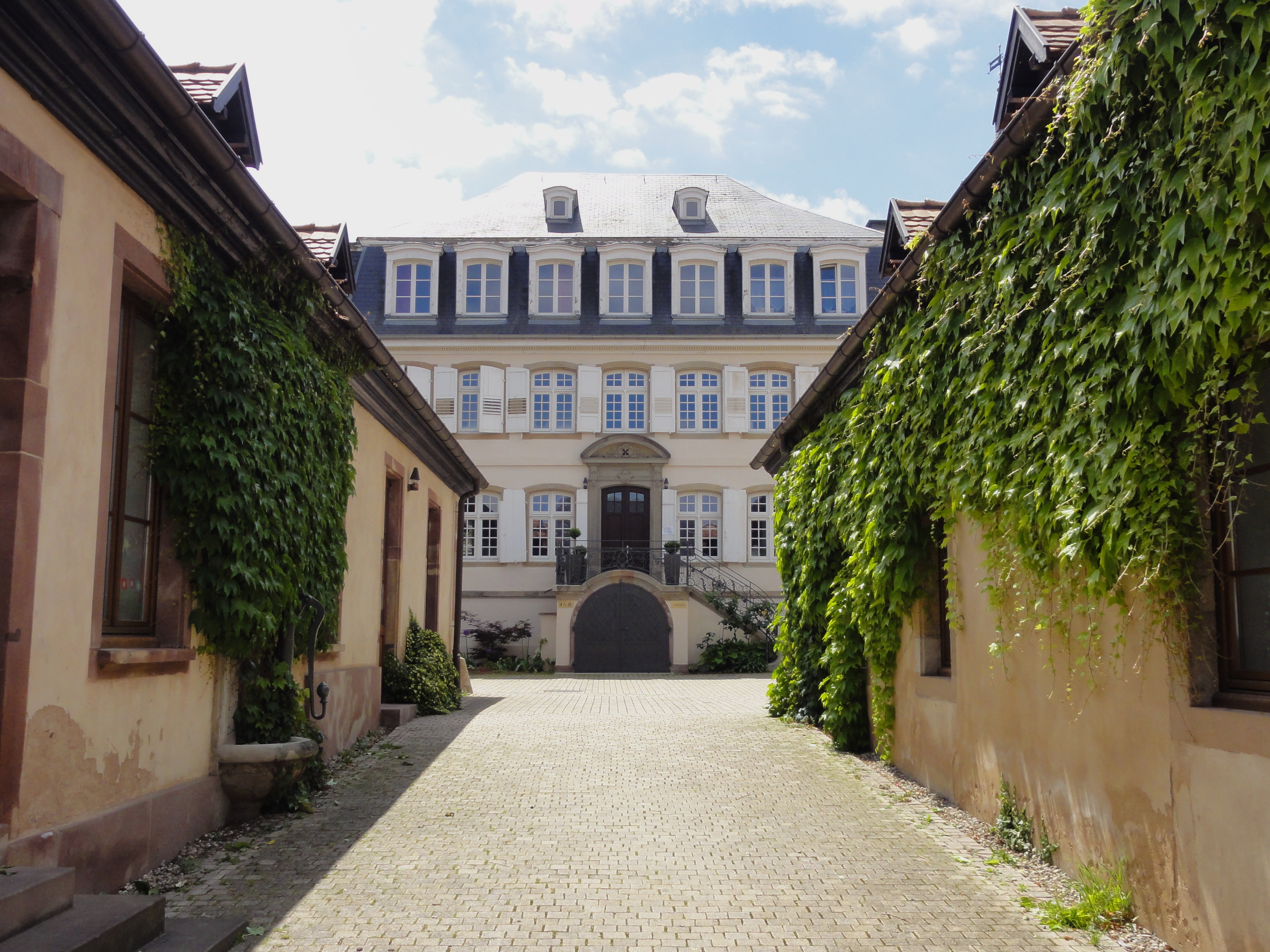
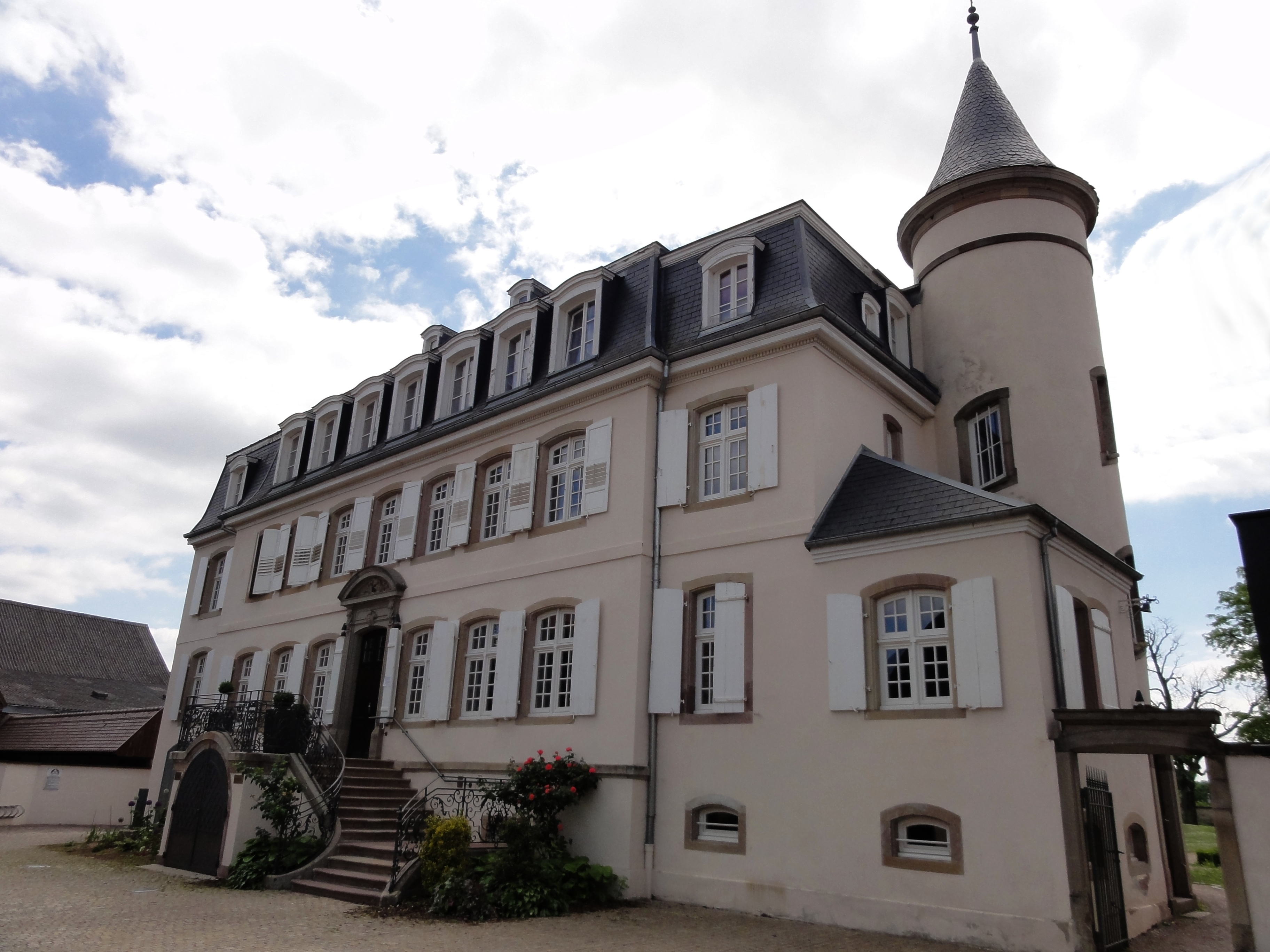
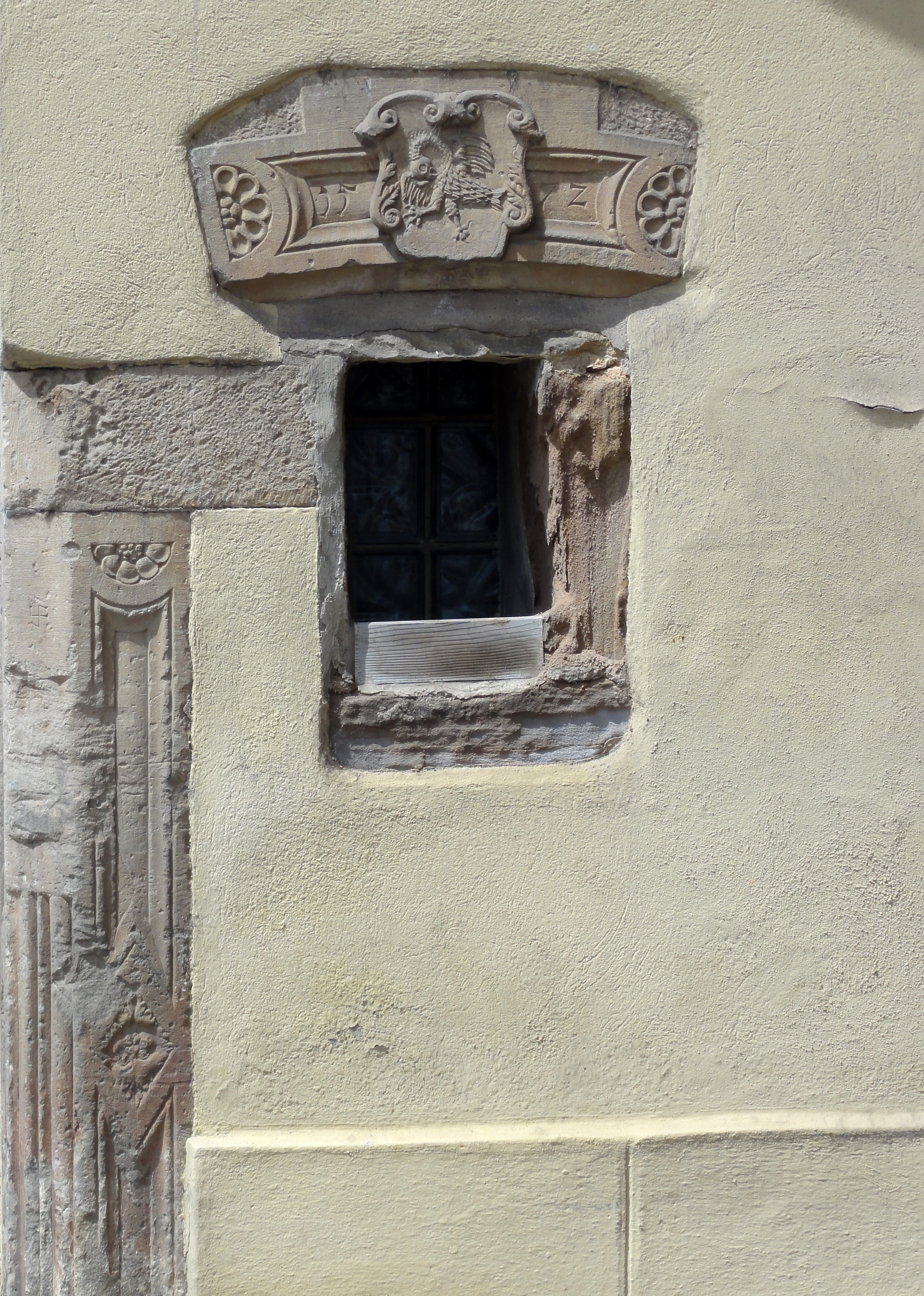
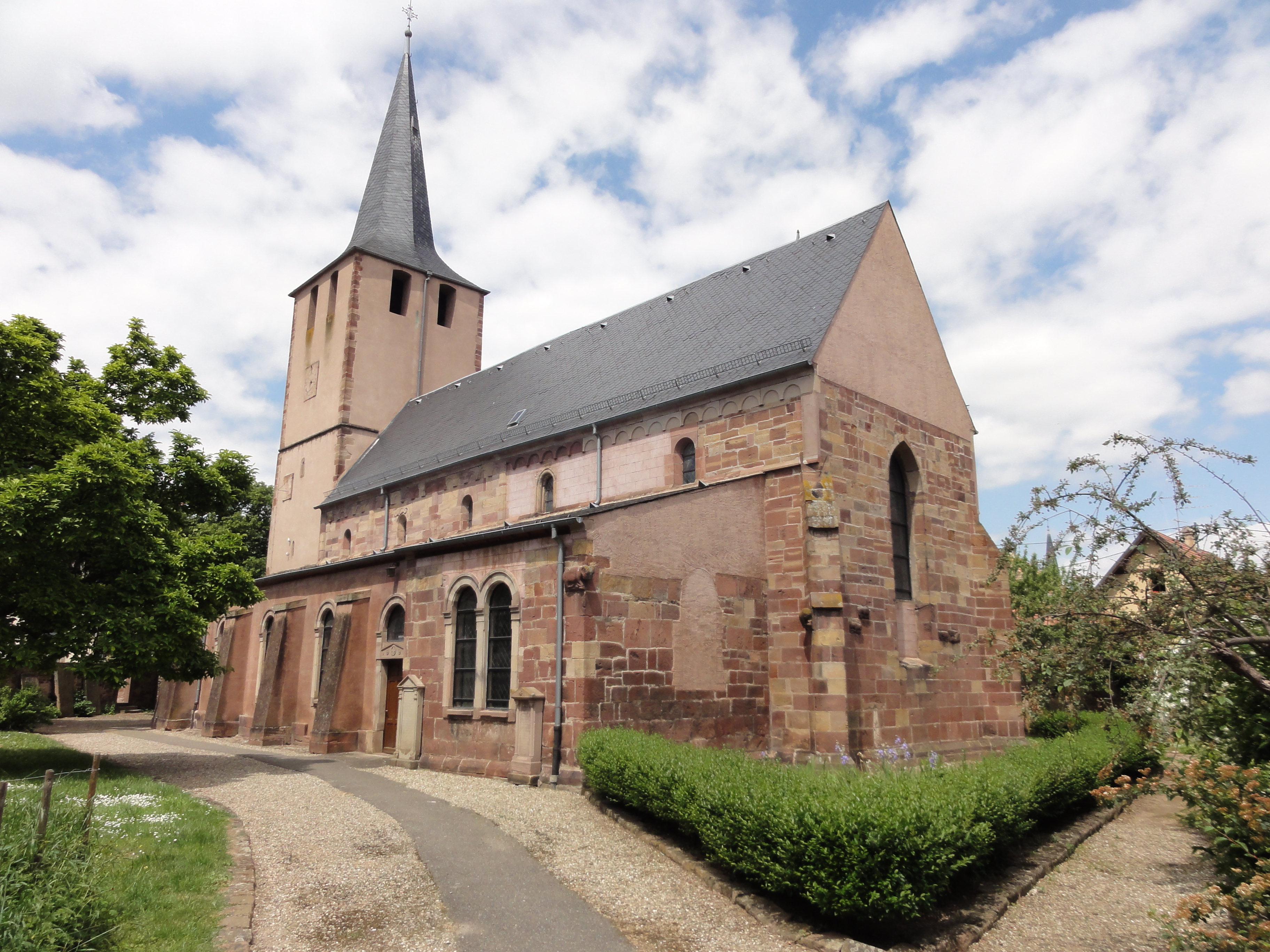
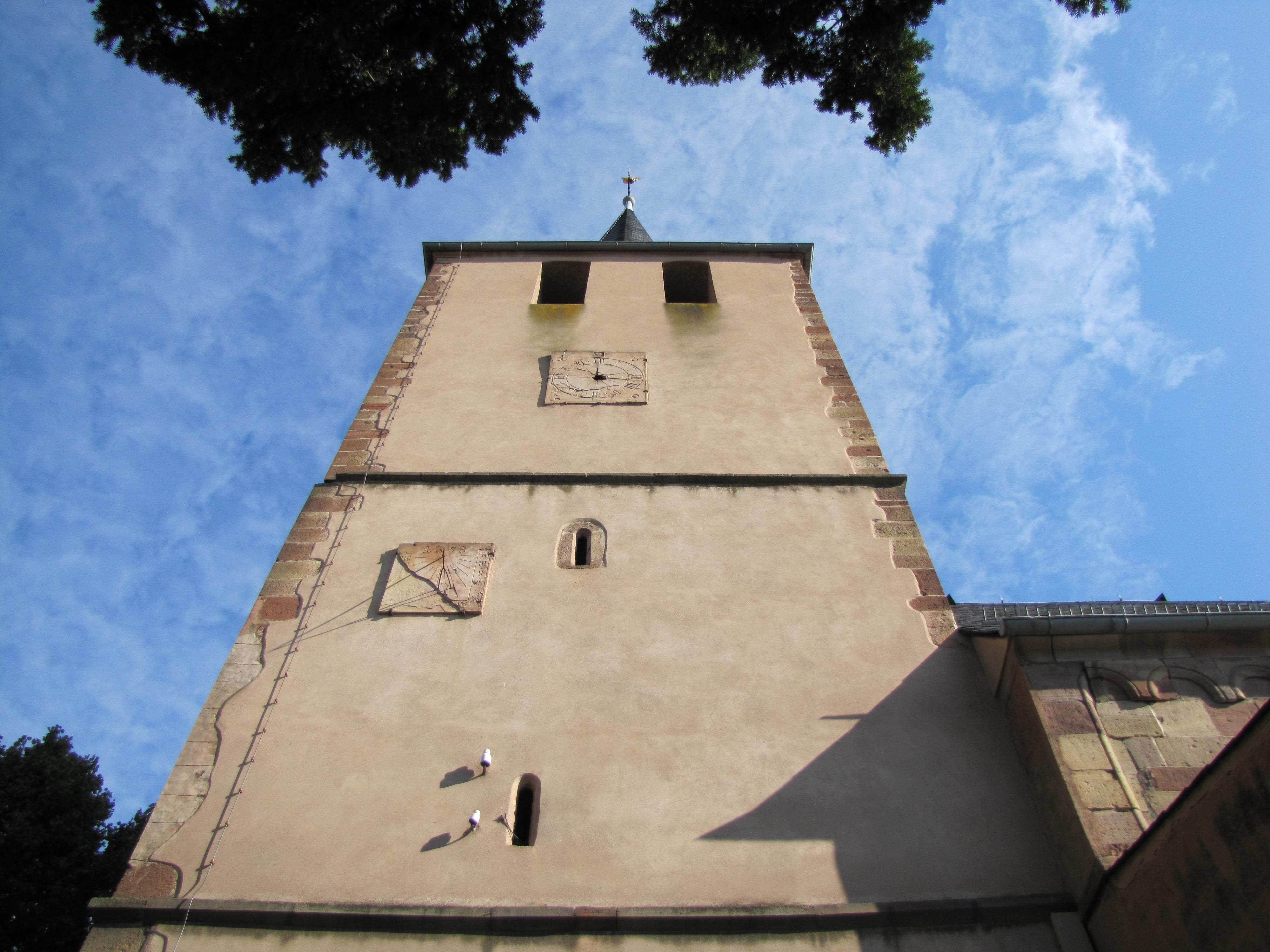
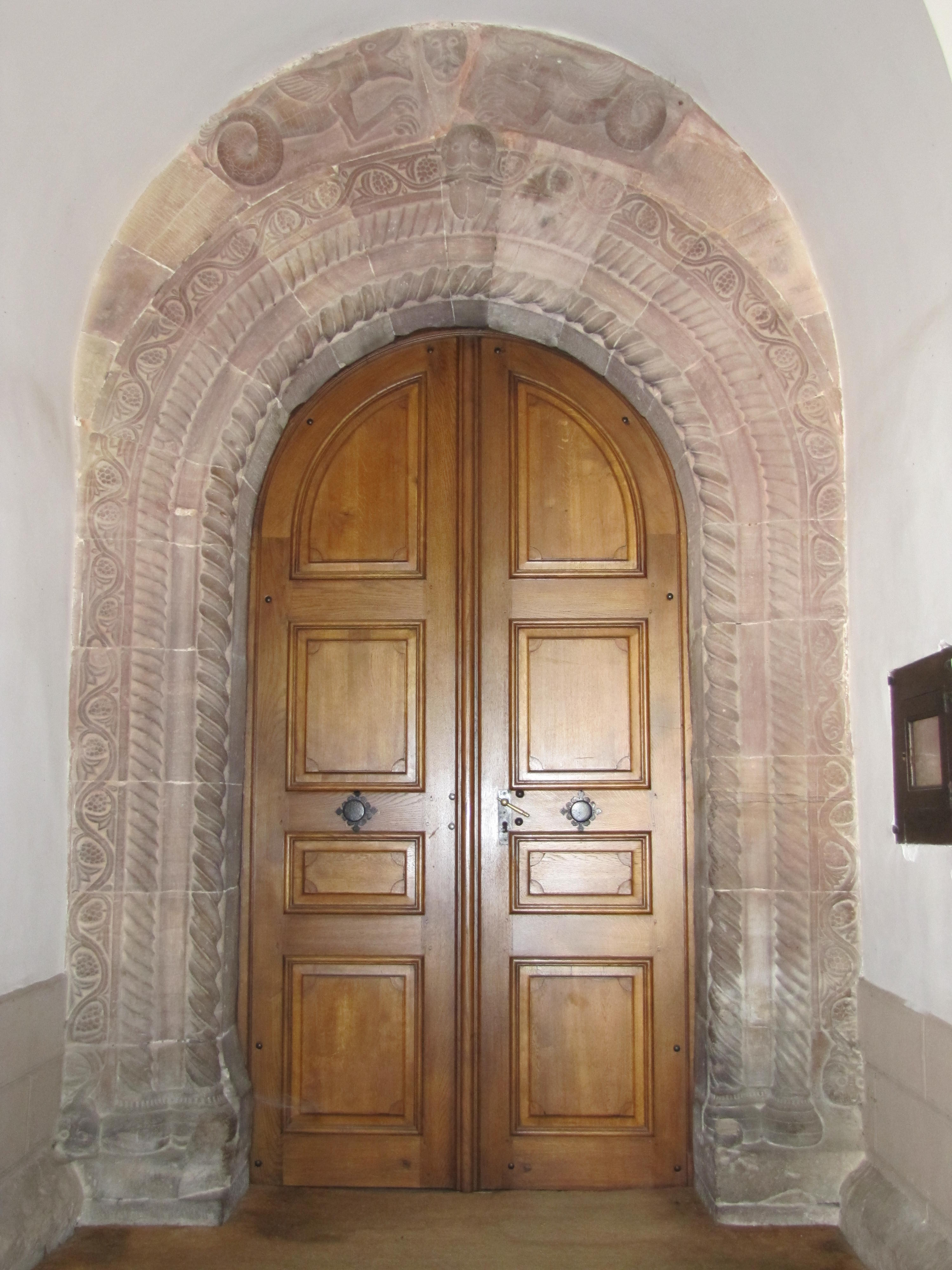
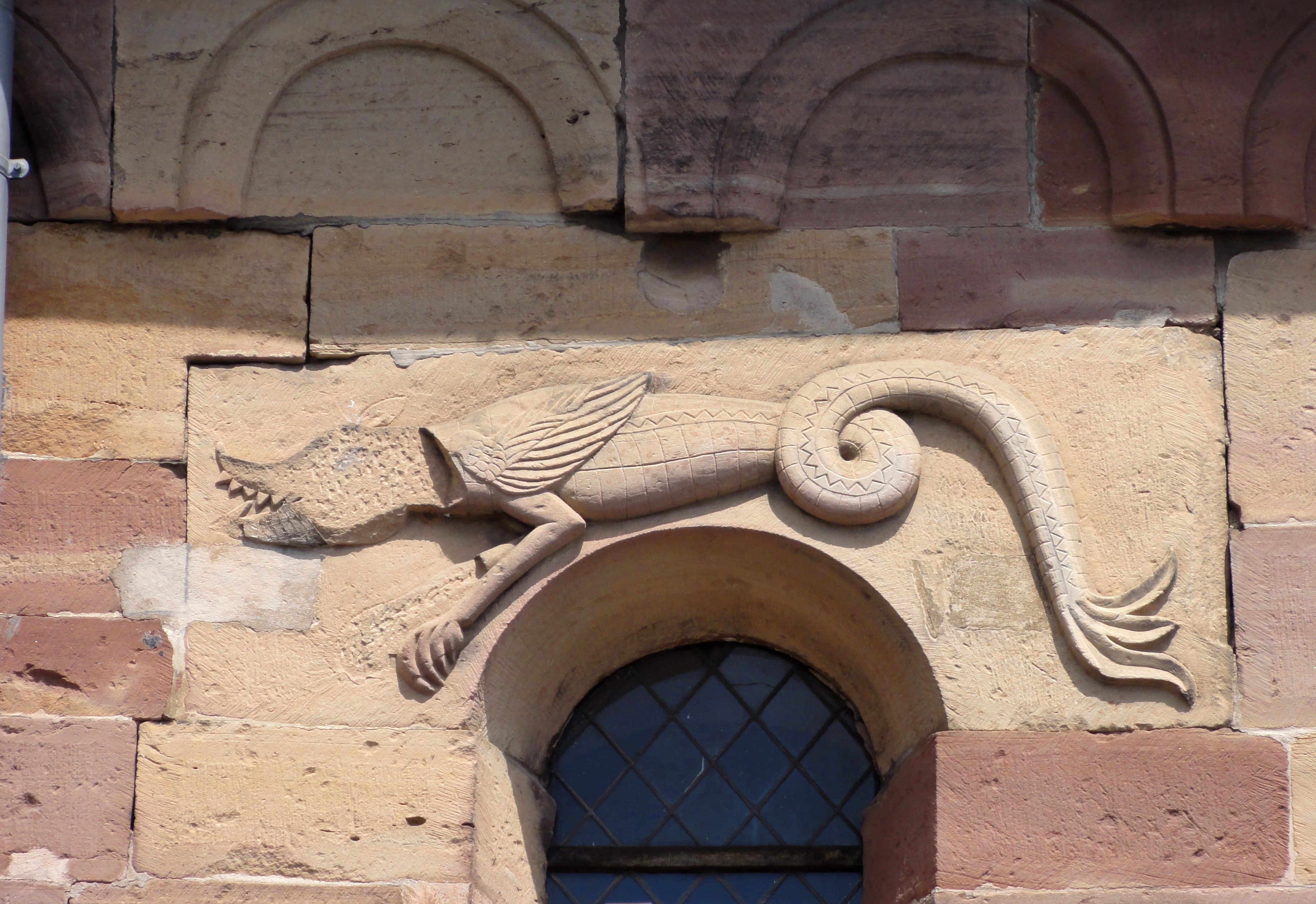
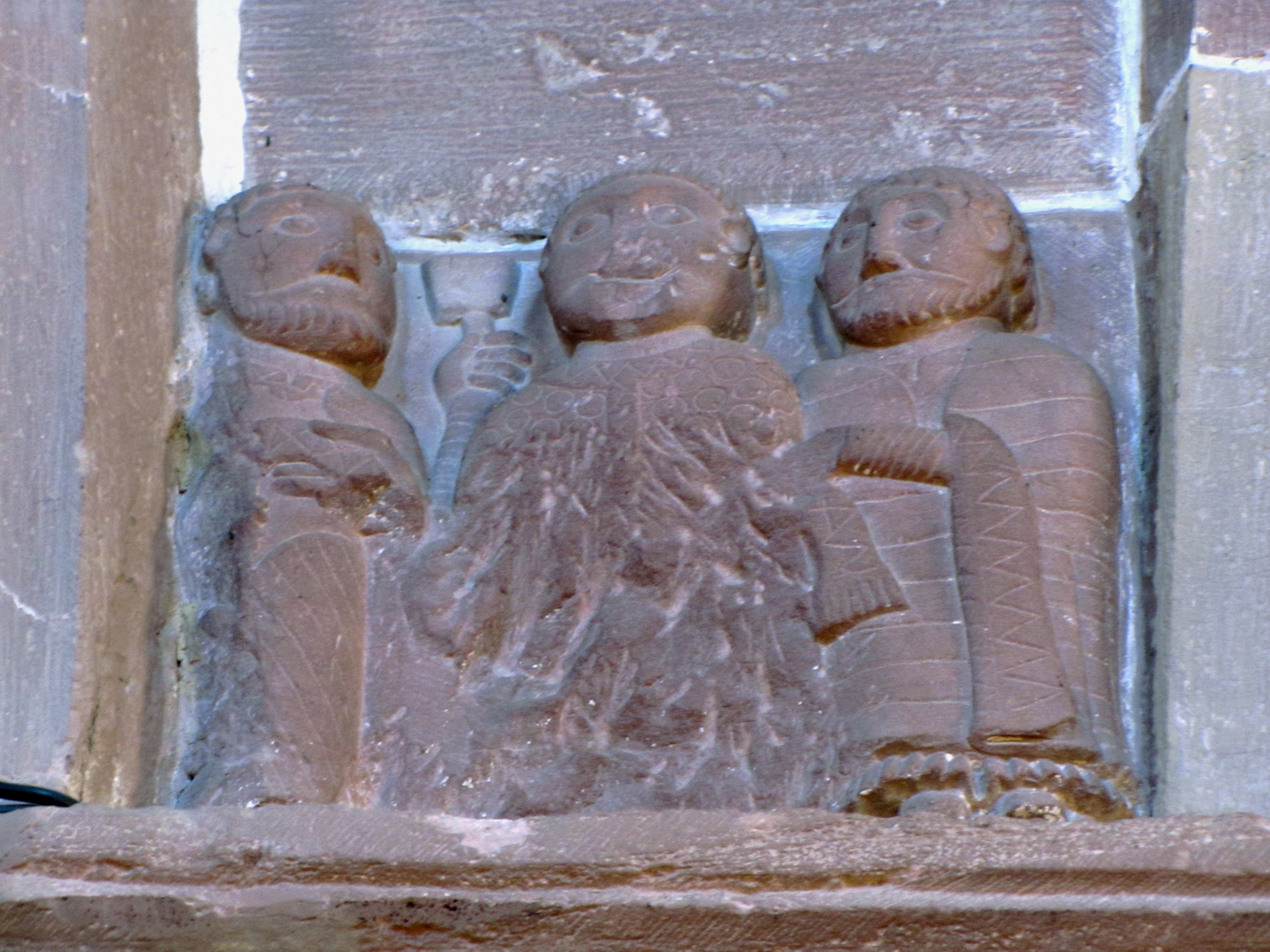
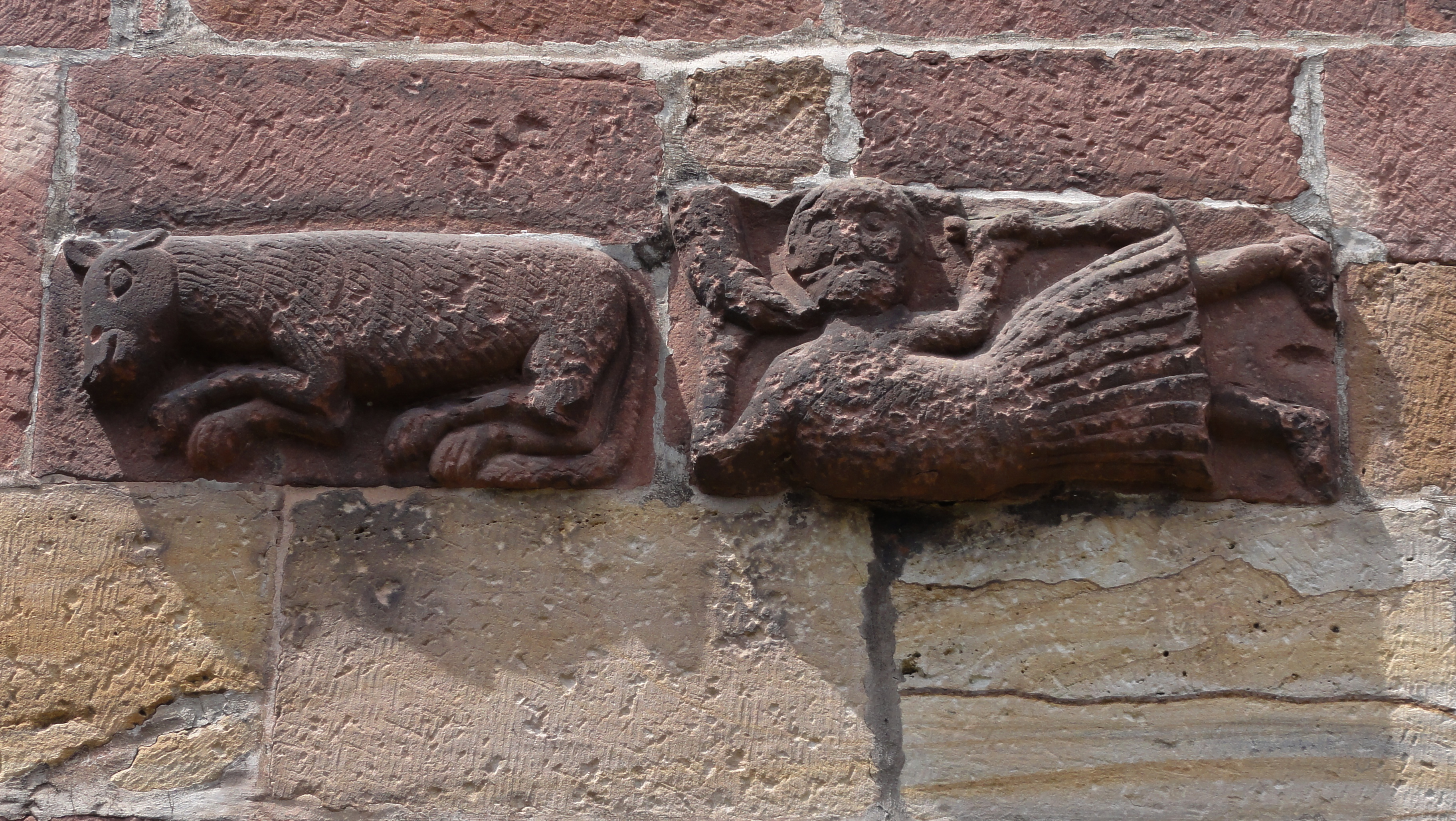
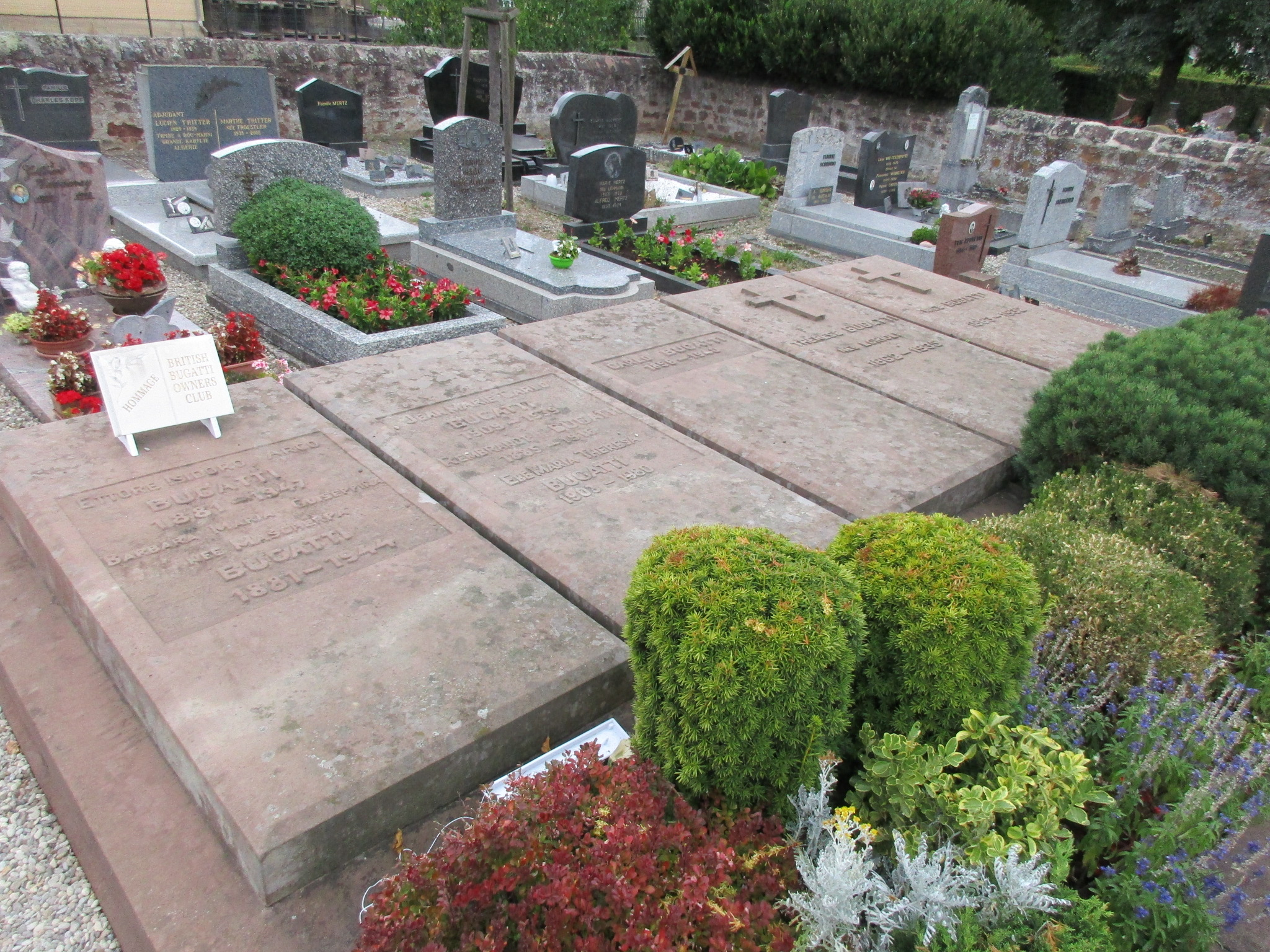
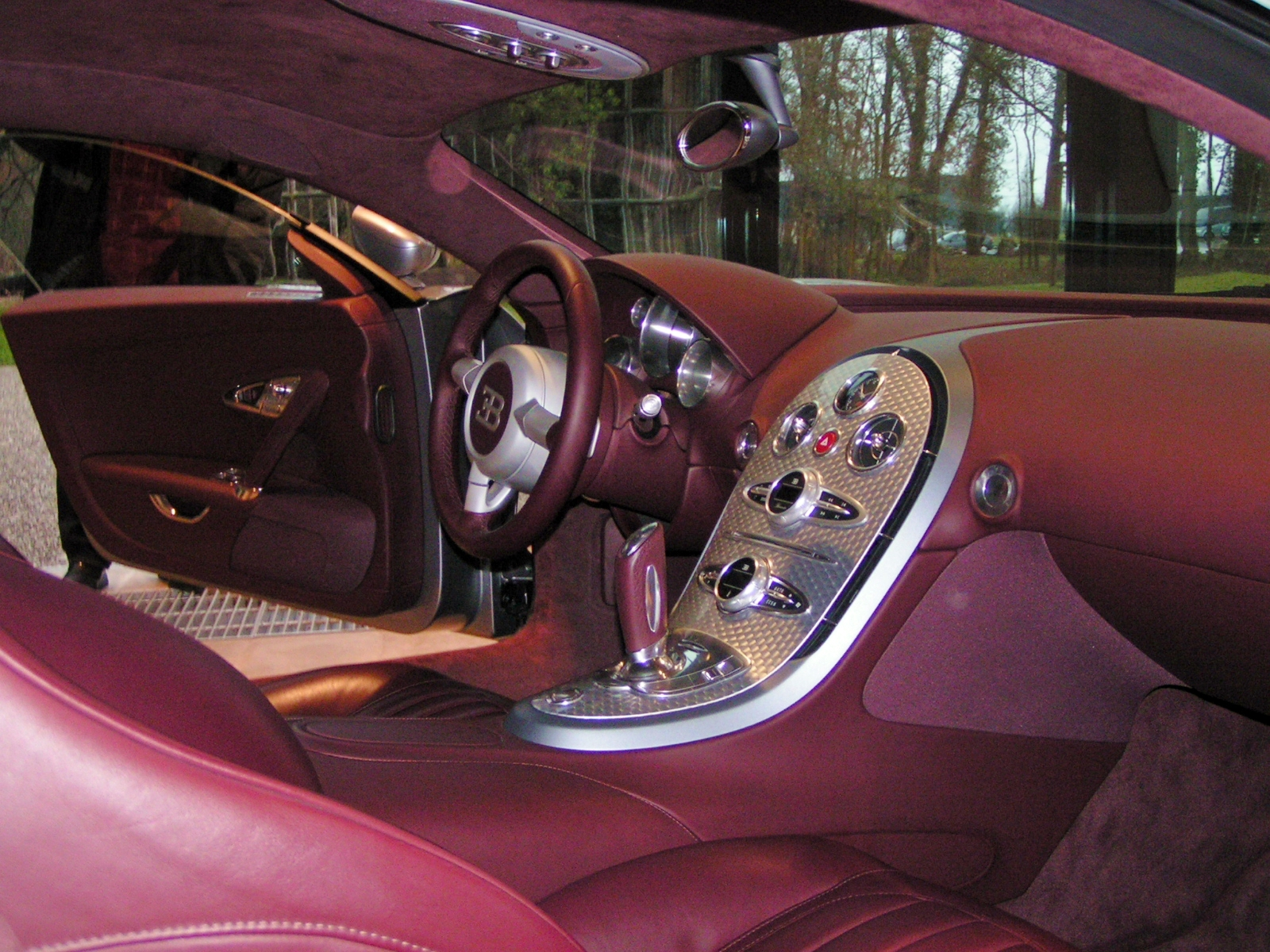
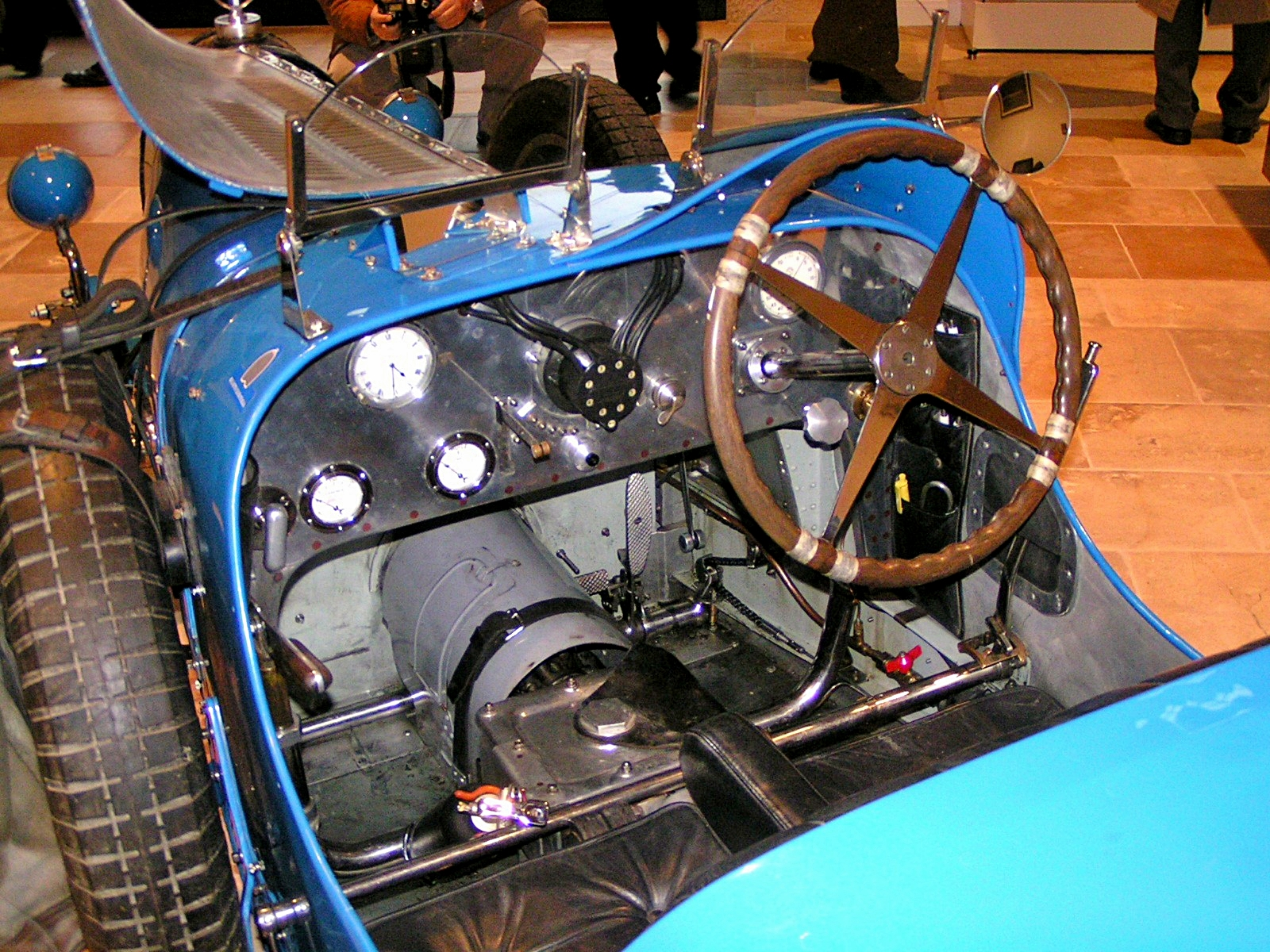

## Nevezetességek
- Szt. Laurent templon
- Bugatti mauzóleum